# Disney Character Voices International
A Disney Character Voices International, Inc. é uma divisão corporativa da The Walt Disney Company com responsabilidade principal pela prestação de serviços de tradução e dublagem para todas as produções da Disney, incluindo as da Walt Disney Studios Motion Pictures, da Disney Music Group e da Disney Media Distribution.
Os escritórios da empresa estão sediado nos Walt Disney Studios em Burbank, na Old Animation Building.

## Idiomas
As das produções da Disney são dubladas oficialmente em vários idiomas, após o idioma original (o inglês no caso). São exceções quando o idioma original não é o inglês, o que é muito raro.

### Dublagens lançadas sistematicamente
Branca de Neve e os Sete Anões, primeiro filme de animação da Disney a ser distribuído para outros mercados, foi originalmente dublado em 10 idiomas, além do inglês. O número de idiomas envolvidos no processo de dublagem varia de acordo com o tipo de produto, com os filmes de animação sendo o maior número e se expandindo ao longo dos anos
| Idiomas dublados entre 1938 a 1988: - alemão - árabe - dinamarquês - eslovaco - espanhol (América Latina) - finlandês - Francês (Europa) - grego - húngaro - inglês - italiano - japonês - neerlandês - norueguês - persa - polonês - português (Brasil) - sueco - tcheco - turco |  | Idiomas dublados entre 1988 a 1999: - cantonês - catalão - coreano - espanhol (Europa) - flamengo - francês (Canadá) - hebraico - islandês - mandarim padrão - mandarim taiwanês - português (Europa) - romeno - russo - tailandês |  | Idiomas dublados entre 2000 a 2019: - búlgaro - cazaque - croata - esloveno - estoniano - letão - lituano - sámi - sérvio - ucraniano - vietnamita |

### Dublagens lançadas ocasionalmente
Idiomas em que apenas um ou poucos filmes da Disney foram dublados:
| Regulamemte dublado: - hindi - indonésio - malaio - tâmil - telugu |  | Ocasionalmente dublado: - albanês - alemão (Áustria) - bengali - galego - marati |  | Dublagens especiais: - Havaiano (Moana) - Maori (Moana) - Navajo (Finding Nemo) - Taitiano (Moana) - Zulu (O Rei Leão) |

Outras fontes: